# Tống Viết Phước
Tống Viết Phước (hay Tống Viết Phúc, chữ Hán: 宋曰福, ? - 1801) là nhà chính trị, quân sự Việt Nam thời chiến tranh Nguyễn-Tây Sơn. Ông là một những chỉ huy quân sự quan trọng trong quân đội của chúa Nguyễn Phúc Ánh, có nhiều chiến thắng lớn trước quân Tây Sơn, nhưng sau bị phục binh giết chết.

## Thân thế và sự nghiệp
Hiện chưa biết nơi sinh và thân thế của Tống Viết Phước, chỉ biết tổ tiên ông vốn là người Thanh Hóa, sau vào cư ngụ ở huyện Bình Dương, thuộc Gia Định.
Sách Đại Nam Liệt truyện (tập 2) do sử thần Đại Nam đời Nguyễn biên soạn mô tả Tống Viết Phước là người mạnh khỏe, dũng mãnh. Không rõ ông đầu quân chúa Nguyễn khi nào, chỉ biết là ông có dự trận Rạch Gầm - Xoài Mút (nay thuộc Tiền Giang) vào tháng 1 năm 1785. Rồi khi đội quân của phe ông đại bại, ông đã theo chúa Nguyễn Phúc Ánh lưu vong nơi Vọng Các (Xiêm La, nay là Thái Lan). Tháng 7 (âm lịch) năm Đinh Mùi (1787), ông theo chúa Nguyễn trở về nước. Kể từ đó, ông vào sinh ra tử, hết lòng phò tá vị chúa này.

### Gian lao phò tá chúa Nguyễn
Đầu năm Ất Mão (1795), quân Tây Sơn đuổi quân Nguyễn chạy về Bà Rịa. Tức giận, chúa Nguyễn Phúc Ánh cách chức Nguyễn Huỳnh Đức và Nguyễn Văn Thành, rồi tự mình đem quân từ Gia Định đi cứu Diên Khánh (nay thuộc Khánh Hòa). Theo sử liệu thì lần ra quân này, Tống Viết Phước phá được thủy binh Tây Sơn từ vũng Diễn kéo tới. GS. Trịnh Vân Thanh kể: "Lúc bấy giờ ông ở dưới quyền điều khiển của tướng Trương Phúc Luật, chém được Đô đốc Tây Sơn là Nguyễn Văn Sĩ, đánh chìm và tịch thu được 8 chiến thuyền"...
Tháng 10 (âm lịch) năm Mậu Ngọ (1798), chúa Nguyễn sai Đông cung Nguyễn Phúc Cảnh ra giữ thành Diên Khánh. Theo giúp đỡ có Giám mục Bá Đa Lộc, tướng Nguyễn Công Thái và ông. Tống Viết Phước tính vốn nóng nảy, nhiều lần bất hòa với các tướng, hay nặng lời với Giám mục Bá Đa Lộc. Sách Đại Nam Liệt truyện kể rằng khi biết được việc này, Nguyễn Phúc Ánh đã triệu Tống Viết Phước về Gia Định và tịch thu số quân của ông.
Đầu tháng 5 (âm lịch) năm Kỷ Mùi (1799), Tống Viết Phước theo chúa Nguyễn Phúc Ánh kéo quân đi vây thành Quy Nhơn, lúc này do tướng Tây Sơn Lê Văn Thanh trấn giữ. Đánh mấy ngày liền không hạ nổi thành, ông nhận lệnh phòng giữ mặt phía Bắc, đề phòng quân Tây Sơn ở Phú Xuân đến cứu. Quả nhiên, lực lượng ấy do Trần Quang Diệu và Võ Văn Dũng chỉ huy rầm rộ kéo vào, nhưng bị ông chận lại ở Thạch Tân . Thừa lúc tối trời, tướng Dũng đem quân theo đường Chung Xá đánh úp quân của Tống Viết Phước. Sử Nguyễn chép:"...(Quang) Diệu ở ngoài đèo Bến Đá giả làm thanh thế, Dũng đem quân đi xuống Chung Xá mưu đánh lén quân ta. Ban đêm đi qua khe, có một con nai trong rừng nhảy ra, quân đại tiền ngó thấy la lên: "nai! nai!", quân sau vội vàng cũng la lên rằng "Đồng Nai". Giặc sợ bỏ chạy (vì tưởng quân Đồng Nai, tức quân Nguyễn), sập xuống hầm hố nhiều lắm. Tống Viết Phước biết giặc kinh sợ, đem vài trăm quân ra đuổi, giặc thua chạy, bắt được quân giặc và khí giới nhiều lắm. Báo tin thắng trận, Ngài (chúa Nguyễn) khen, thưởng 3.000 quan tiền".... Đại Nam Liệt truyện cũng ghi:
"Trận này, Phước biết lấy ít địch nhiều, vua khen ngợi bảo rằng: Làm tướng phải như thế, thưởng cho 3.000 quan tiền."
Quân ứng cứu không tới được, mà trong thành thì hết lương, tướng Lê Văn Thanh đầu hàng. Chúa Nguyễn vào thành cho đổi tên là thành Bình Định.
Tháng 11 (âm lịch) năm Nhâm Thân (1800), Tống Viết Phước Lê Văn Duyệt, Lê Chất, Nguyễn Đức Xuyên nhận lệnh chúa dẫn đại quân tiến vào Đồng Thị (sử Nguyễn ghi là Gò Thị) , đặt dưới quyền của Tiết chế Nguyễn Văn Thành. Trận ấy, quân Tây Sơn thua lớn, Đô đốc Hoan bị chém chết tại trận, Đô đốc Thu phải đầu hàng. Sử Nguyễn chép: "...Giặc thua bỏ chạy, lấy được voi, ngựa, súng và binh khí nhiều lắm" . Thừa thắng, Tống Viết Phước đem quân rẽ về phía núi An Tượng, phá thêm bốn đồn của quân Tây Sơn. Sau đó, ông còn hội quân với Mai Đức Nghị, Trần Công Lại phá lũy của đối phương ở Đầm Sinh, Sơn Trà...
Đầu năm Tân Dậu (1801), chúa Nguyễn hội các tướng bàn kế đánh phá lực lượng quân thủy hùng mạnh của nhà Tây Sơn do Võ Văn Dũng chỉ huy đang áng ngữ nơi đầm Thị Nại (Quy Nhơn). Nghe theo kế của Đặng Đức Siêu, chúa Nguyễn lệnh cho các tướng chuẩn bị đánh hỏa công. Theo Tạ Chí Đại Trường thì: chúa Nguyễn "đã dự tính sắm sẵn thuyền nhỏ, chất đồ dẫn hoả rồi móc lấy thuyền Tây Sơn đốt. Tống Viết Phước xin đảm nhận việc đó. Ánh báo cho Thành biết mưu tính để hợp lực ngăn chặn bộ binh (của Tây Sơn) không cho tiếp cứu. Theo ý Thành, Lê Văn Duyệt được cử thay Phước" . Vì thế, trong chiến dịch này, Tống Viết Phước và Nguyễn Văn Thành, chủ yếu chỉ làm nhiệm vụ cản phá quân bộ của đối phương.
Sau khi đốt hết cả đội binh thuyền của nhà Tây Sơn tại đầm Thị Nại , chúa Nguyễn cũng muốn tiến lên phá vỡ vòng vây cho Võ Tánh, song vì "Diệu và Dũng còn đang hợp binh vây thành, thanh thế còn khá lớn mạnh", nên đành phải đợi thêm quân .
Lúc bấy giờ, thấy Càn Dương (có sách ghi là Kiên Dương) là chỗ hiểm yếu, Nguyễn Văn Thành bèn sai Tống Viết Phước đến đóng ở đó. Ít lâu sau, tướng Tây Sơn là Từ Văn Chiêu đem quân đánh úp đồn của Viết Phước, giết chết Vệ úy Trần Văn Xung ở chợ Chính Lộc. Tức giận, Tống Viết Phước dẫn quân đi phản công, nhưng đến Thạch Cốc. thì gặp phục binh của Tây Sơn, khiến "Phó Đô thống chế Phạm Văn Cơ, Vệ uý Nguyễn Văn Tri bị bắt, hai Vệ uý Hoàng Phúc Bảo, Hoàng Văn Tứ bị giết, khiến Phước phải bỏ quân chạy về Thi Nại"....
Tháng 3 (âm lịch) năm đó (1801), tướng Nguyễn Văn Trương đánh lấy được dinh Quảng Nam. Thừa thắng, chúa Nguyễn sai Tống Viết Phước đem hơn 30 chiến thuyền và một ngàn quân ra tiếp tục tấn công. Đến nơi, Tống Viết Phước tung quân ra đánh, phá tan được đội quân Tây Sơn của tướng Nguyễn Văn Xuân. Sau đó, ông nhận lệnh ở làm Trấn thủ Quảng Nam, để Nguyễn Văn Trương đốc suất binh thuyền đánh lấy Phú Xuân, là kinh đô của triều Tây Sơn.

### Bị giết
Thu phục được Phú Xuân (tháng 5 âl năm 1801), theo sách Hoàng Việt long hưng chí, chúa Nguyễn bèn lệnh cho Tống Viết Phước đem quân thủy, Lê Văn Duyệt và Lê Chất đem quân bộ, chia đường vào cứu thành Bình Định. Biết được, Trần Quang Diệu cho Đô đốc Nguyễn Văn Khôn và Tham đốc Hồ Văn Tự dẫn quân đi ngăn cản. Song, liệu bề chống không lại, hai viên tướng Tây Sơn liền cho quân tháo lui. Thừa thế, Tống Viết Phước đưa quân thủy vượt bến Tân Quan, vào đến Phúc Cốc (Hang Dơi), nhưng bất ngờ bị phục binh. Tống Viết Phước ra sức chống cự nhưng không địch nổi, bị tướng Tây Sơn là Từ Văn Chiêu bắt sống. Ngay sau đó ông bị Từ Văn Chiêu chém đầu vì thù riêng.
Tương tự, nhà sử học Tạ Chí Đại Trường kể: "Nguyễn Ánh sai Lê Văn Duyệt, Lê Chất, Tống Viết Phúc đánh vào. Đến Trà Khúc, Phúc lập được công lớn: đánh bắt Đô đốc Nguyễn Văn Khôn, Tham đốc Hồ Văn Tự cùng 3.000 quân. Nhưng ông rủi ro lại gặp kẻ thù: viên tướng do Trần Quang Diệu phái ra với Đại Đô đốc Lê Danh Phong (sau ra hàng) lại là Từ Văn Chiêu, nên đã phục binh giết chết Phúc, ngăn hẳn con đường tiến quân của Duyệt, Chất"...

### Được phong tặng
Lúc còn cầm quân, Tống Viết Phước từng trải các chức: "Thuộc nội Chưởng cơ Tả quân, dinh Phó Tướng", "Thần sách quân Hữu đồn Chánh Thống", "Thần sách Trung dinh Đô thống chế". Sau khi mất, ông được vua Gia Long (tức chúa Nguyễn Phúc Ánh) truy tặng tước "Thiếu bảo Quận công", ban thụy hiệu là "Trung Liệt", cho thờ vào đền Hiển Trung ở Gia Định và miếu Công thần ở Phú Yên. Năm Minh Mạng thứ 18 (Đinh Dậu, 1837), ông lại được truy phong tước "Bình Giang Quận công" .
Sách Đại Nam Liệt truyện có bình luận về Tống Viết Phước:
| “                     | Phước cầm cương ngựa đi theo vua rất nhiều công lao, nhưng chỉ mạnh về đánh ở đồng rộng không có mưu kế gì khác, cho nên không đại thắng, thì đại bại. | ” |
| — Đại Nam Liệt truyện | |   |